# Cyceronianizm
Cyceronianizm (ang. ciceronianism, fr. cicéronianisme, niem. Ciceronianismus) – odmiana stylu retorycznego wzorowana na dziełach Cycerona uważanych, zwłaszcza w okresie renesansu, za najdoskonalsze urzeczywistnienie klasycznego stylu oratorskiego.
Styl Cycerona, kształtując się w okresie silnych antagonizmów między azjanizmem a attycyzmem, odznaczał się otwartością wobec ideałów obu tych orientacji i z obu czerpał swe bogactwo, niwelując przy tym ich wybujałe skrajności i dogmatyczną jednostronność. Sam Cyceron uważał się za attycystę, ale przeciwstawiał się stylowemu ubóstwu i ascetyzmowi, kładąc nacisk na prawo do znacznej rozmaitości stylowej, dostosowanej do charakteru i okoliczności mowy; z dzisiejszej perspektywy oceniać go można jako umiarkowanego azjanistę.
Dzieła Cycerona traktowane były w epoce renesansu za wzór prozy łacińskiej. Już Francesco Petrarca w swojej twórczości łacińskiej wyraźnie preferował ten właśnie wzorzec stylistyczny. Z biegiem czasu cyceronianizm stał się czynnikiem hamującym rozwój twórczości nowołacińskiej. Pojawili się twórcy, którzy twierdzili wręcz, że niepoprawne są wszelkie zwroty i frazy niewystępujące w pismach Cycerona. W wieku XVI wokół tych problemów toczyły się zaciekłe spory. Atak na wynaturzenia współczesnego cyceronianizmu znaleźć można np. w dziele Erazma z Rotterdamu Ciceronianus, wydanym w roku 1528, pod koniec zaś stulecia w pismach Justusa Lipsiusa.